# Abercrombie River (New South Wales)
Abercrombie River ist ein ländlicher Ort in New South Wales, Australien.

## Geographie
Abercrombie River wird von der Bathurst Region verwaltet. Mit 0,2 Einwohnern/km² ist der Ort sehr dünn besiedelt.

## Demographie
Mit Stand von 2021 hatte Abercrombie River 21 Einwohner, von denen 18 die australische Staatsangehörigkeit besitzen. In Abercrombie River wohnen mit 3 Menschen (14,29 %) überdurchschnittlich viele Personen aus Niederlande (Landesweit: 0,26 %). 
Das Medianalter liegt bei 58 Jahren. Das mittlere Einkommen pro Person beträgt 550 Australische Dollar, das mittlere Haushaltseinkommen liegt bei 1024 AUD, womit es zu den niedrigeren Haushaltseinkommen im landesweiten Vergleich (1746 AUD) zählt.

## Öffentliche Einrichtungen
In Abercrombie River gibt es einen Park.